# Monte Pelion Oeste
 El monte Pelion Oeste es una montaña situada en la región de las Tierras Altas Centrales de Tasmania (Australia). La montaña forma parte de la cordillera de Pelion y está situada dentro del parque nacional Cradle Mountain-Lake St Clair en el límite oriental de la cuenca del río Murchison. 
El monte Pelion Oeste es la tercera montaña más alta de Tasmania con una elevación de 1.560 metros sobre el nivel del mar y es una de las ocho únicas montañas del estado que superan los 1.500 metros.

## Ubicación de la montaña
La cima de la montaña está en la referencia de la cuadrícula 152682 UTM Zona 55S y la información topográfica de alta resolución está disponible en el Tasmap Aquiles (4036) 1:25000. and is one of only eight mountains in the state which are over 1500 m}}.
Al oeste se encuentra un extenso páramo relativamente plano, al norte está la montaña Cradle y Barn Bluff, al noreste y bastante cerca a 6 kilómetros está el monte Oakleigh, al este está el monte Pelion Este y al sur el monte Aquiles. Debajo del lado norte de la montaña está el arroyo Pelion que fluye hacia las aguas principales del río Forth. El río Forth tiene su origen directamente al este de Pelion Oeste en Frog Flats (720 metros sobre el nivel del mar), el punto más bajo de todo el Overland Track.  